# Olympische Sommerspiele 1996/Teilnehmer (Äthiopien)
| Gelbes Symbol für Goldmedaillen mit stilisierten Olympischen Ringen | Graues Symbol für Silbermedaillen mit stilisierten Olympischen Ringen | Braundes Symbol für Bronzemedaillen mit stilisierten Olympischen Ringen |
| ------------------------------------------------------------------- | --------------------------------------------------------------------- | ----------------------------------------------------------------------- |
| 2                                                                   | —                                                                     | 1                                                                       |

Äthiopien nahm bei den Olympischen Sommerspielen 1996 in der US-amerikanischen Metropole Atlanta mit 18 Sportlern, zehn Männern und acht Frauen, in zehn Wettbewerben in zwei Sportarten teil.
Seit 1956 war es die achte Teilnahme des afrikanischen Staats bei Olympischen Sommerspielen.

## Flaggenträger
Der Leichtathlet Fita Bayisa trug die Flagge Äthiopiens während der Eröffnungsfeier am 19. Juli 1996 im Centennial Olympic Stadium.

## Medaillen
Mit zwei gewonnenen zwei Gold- und einer Bronzemedaille belegte das äthiopische Team Platz 34 im Medaillenspiegel.

### Gold
- Haile Gebrselassie: Leichtathletik, 10.000 Meter
- Fatuma Roba: Leichtathletik, Marathon

### Bronze
- Gete Wami: Leichtathletik, 10.000 Meter

## Teilnehmer nach Sportarten

### Boxen
| Athleten           | Wettbewerb       | 1. Runde   | 1. Runde | Achtelfinale  | Achtelfinale  | Viertelfinale | Viertelfinale | Halbfinale    | Halbfinale    | Finale        | Finale        | Rang |
| Athleten           | Wettbewerb       | Gegner     | Ergebnis | Gegner        | Ergebnis      | Gegner        | Ergebnis      | Gegner        | Ergebnis      | Gegner        | Ergebnis      | Rang |
| ------------------ | ---------------- | ---------- | -------- | ------------- | ------------- | ------------- | ------------- | ------------- | ------------- | ------------- | ------------- | ---- |
| Männer             |                  |            |          |               |               |               |               |               |               |               |               |      |
| Tebebu Behonegn    | Klasse bis 51 kg | D. Reyes   | 2:16     | ausgeschieden | ausgeschieden | ausgeschieden | ausgeschieden | ausgeschieden | ausgeschieden | ausgeschieden | ausgeschieden | 17   |
| Yared Woldemichael | Klasse bis 71 kg | K. Sinette | 11:10    | K. Toʻlaganov | 9:13          | ausgeschieden | ausgeschieden | ausgeschieden | ausgeschieden | ausgeschieden | ausgeschieden | 9    |

### Leichtathletik
Laufen und Gehen
| Athleten           | Wettbewerb | Vorlauf      | Vorlauf | Viertelfinale | Viertelfinale | Halbfinale    | Halbfinale    | Finale        | Finale        | Rang   |
| Athleten           | Wettbewerb | Zeit         | Rang    | Zeit          | Rang          | Zeit          | Rang          | Zeit          | Rang          | Rang   |
| ------------------ | ---------- | ------------ | ------- | ------------- | ------------- | ------------- | ------------- | ------------- | ------------- | ------ |
| Frauen             |            |              |         |               |               |               |               |               |               |        |
| Kutre Dulecha      | 800 m      | 2:04,80 min  | 6       | —             | —             | ausgeschieden | ausgeschieden | ausgeschieden | ausgeschieden | 28     |
| Kutre Dulecha      | 1500 m     | 4:07,69 min  | 7       | —             | —             | 4:09,03 min   | 8             | ausgeschieden | ausgeschieden | 13     |
| Merima Denboba     | 5000 m     | 15:48,35 min | 8       | —             | —             | —             | —             | ausgeschieden | ausgeschieden | 24     |
| Ayelech Worku      | 5000 m     | 15:21,59 min | 2       | —             | —             | —             | —             | 15:28,81 min  | 12            | 12     |
| Luchia Yishak      | 5000 m     | 16:04,29 min | 13      | —             | —             | —             | —             | ausgeschieden | ausgeschieden | 39     |
| Berhane Adere      | 10.000 m   | 32:21,09 min | 2       | —             | —             | —             | —             | 32:57,35 min  | 18            | 18     |
| Derartu Tulu       | 10.000 m   | 31:35,90 min | 1       | —             | —             | —             | —             | 31:10,46 min  | 4             | 4      |
| Gete Wami          | 10.000 m   | 32:20,92 min | 1       | —             | —             | —             | —             | 31:06,65 min  | 3             | Bronze |
| Fatuma Roba        | Marathon   | —            | —       | —             | —             | —             | —             | 2:26:05 h     | 1             | Gold   |
| Männer             |            |              |         |               |               |               |               |               |               |        |
| Fita Bayisa        | 5.000 m    | 13:51,61 min | 1       | —             | —             | 13:30,88 min  | 7             | 13:18,30 min  | 10            | 10     |
| Assefa Mezgebu     | 5.000 m    | 13:54,89 min | 7       | —             | —             | 14:05,48 min  | 7             | ausgeschieden | ausgeschieden | 21     |
| Abraham Assefa     | 10.000 m   | 28:32,24 min | 11      | —             | —             | —             | —             | ausgeschieden | ausgeschieden | 22     |
| Worku Bikila       | 10.000 m   | 27:50,57 min | 1       | —             | —             | —             | —             | 28:59,15 min  | 17            | 17     |
| Haile Gebrselassie | 10.000 m   | 28:14,20 min | 1       | —             | —             | —             | —             | 27:07,34 min  | 1             | Gold   |
| Belayneh Dinsamo   | Marathon   | —            | —       | —             | —             | —             | —             | DNF           | DNF           | DNF    |
| Abebe Mekonnen     | Marathon   | —            | —       | —             | —             | —             | —             | 2:29:45 h     | 81            | 81     |
| Tumo Turbo         | Marathon   | —            | —       | —             | —             | —             | —             | DNF           | DNF           | DNF    |